# 干文传
干文传（1276年—1353年），字寿道，号仁里，晚号止斋，元朝平江（今江苏省苏州市）人。
干文传十岁能写文章。初任吴县、金坛县两县学教谕，饶州慈湖书院山长。元仁宗延祐二年（1315年）中乙科进士，授任同知昌国州事。历任长洲县、乌程县县尹，婺源、吴江知州，所任清积弊、平冤狱，都有良好的政绩。元顺帝至正三年（1343年），奉诏预修《宋史》，书成，被任命为集院待制，以礼部尚书致仕。他见识弘远，喜欢提携后辈，著作有《仁里漫稿》。